# Ricardo Guízar Díaz
Ricardo Guízar Díaz (ur. 26 lutego 1933 w Colonia del Valle, zm. 4 grudnia 2015) – meksykański duchowny katolicki, biskup pomocniczy Puebla de los Angeles 1970-1977 i Aguascalientes 1977-1984, biskup diecezjalny Atlacomulco 1984-1996 i arcybiskup Tlalnepantla 1996-2009.

## Życiorys
Święcenia kapłańskie otrzymał 26 października 1958.
30 maja 1970 papież Paweł VI mianował go biskupem pomocniczym Puebla de los Angeles. 24 sierpnia tego samego roku z rąk arcybiskupa Octaviana Tórizy przyjął sakrę biskupią. W latach 1977–1984 biskup pomocniczy Aguascalientes. 3 listopada 1984 papież Jan Paweł II mianował go biskupem diecezjalnym Atlacomulco. W okresie 1996–2009 Tlalnepantla. 5 lutego 2009 ze względu na wiek na ręce papieża Benedykta XVI złożył rezygnację z zajmowanej funkcji.
Zmarł 4 grudnia 2015.